# Valentin Ruckebier
Valentin Ruckebier (* 13. November 1997 in Wuppertal) ist ein deutscher Komponist und Musiker.

## Leben
Valentin Ruckebier wuchs als Sohn des Gitarristen Marco Schmidt und der Sängerin Astrid Ruckebier in Remscheid auf. Er spielte Violine im Kammerorchester der Musik- und Kunstschule Remscheid, darüber hinaus sang er zwei Jahre im Knabenchor „Wuppertaler Kurrende“. Mit acht Jahren bekam Ruckebier Klavierunterricht und schrieb seine ersten Kompositionen, in Folge nahm er Kompositionsunterricht bei Thomas Holland-Moritz. 2009 wurde Ruckebier Schüler von David P. Graham in der Kompositionsklasse der Clara-Schumann-Musikschule Düsseldorf, 2014 wurde er Student an der Robert Schumann Hochschule Düsseldorf bei Manfred Trojahn und Oliver Schneller. Ein Gesangsstudium folgte bei Konrad Jarnot. Im September 2014 wurde erstmals in WDR und ARD im Rahmen der Dokumentationsreihe „DokYou“ ein Film über seinen musikalischen Werdegang ausgestrahlt.
Ruckebier nahm an verschiedenen Seminaren und Meisterkursen unter anderem bei Jörg Widmann, Martin Christoph Redel, Theo Brandmüller, Mark Andre, Annette Schlünz, Dieter Mack und Brigitte Fassbaender teil. Seine Werke wurden unter anderem vom E-MEX-Ensemble, den Augsburger Philharmonikern, der Rheinischen Philharmonie Koblenz, dem tanzhaus NRW, dem Ensemble MusikFabrik, Konrad Jarnot und Susanne Kessel uraufgeführt und interpretiert. 2021 und 2022 wurde seine Oper "The Flight To Egypt/Die Flucht nach Ägypten" an den Opernhäusern Teatro Comunale Modena, Landestheater Linz und dem Serbian National Theatre Novi Sad produziert und aufgeführt.
Ruckebier tritt regelmäßig als Sänger (Bass) sowohl im Lied- und Konzertfach als auch auf der Opernbühne in Erscheinung; 2022 wurde er Mitglied des Ensembles der Deutschen Oper am Rhein.

## Auszeichnungen (Auswahl)
- Landeswettbewerb NRW „Jugend komponiert“ (2007–2015)
- Bundeswettbewerb „Jugend komponiert“ der Jeunesses Musicales Deutschland (2009–2015)
- Vaillant-Kompositionspreis für junge Komponisten (2012)[9]
- Siegburger Kompositionswettbewerb (2013)
- Förderpreise der Ria-Fresen-Stiftung Remscheid (2010, 2012, 2015)[10]
- Kompositionswettbewerb der Augsburger Philharmoniker (2016)[3]
- International Timo Korhonen Composition Competition (2016)
- Förderpreis der Düsseldorfer Jonges für Musik (2018)[11]
- Bundeswettbewerb Gesang: 1. Preis[12]

## Werke (Auswahl)
- Marche Orientale (2009) für Harfe, Englischhorn, Bratsche und Klavier
- Osterinsel (2010). Ballettsuite für Sänger, Klavier und Percussion
- Flamme, Asche, Sand (2011) für Streichquartett und Streichorchester
- Framework (2011) für Flöte, Cello und Klavier
- Céu (2012) für Saxophon, Violine und Klavier[13]
- Spiegelungen (2012) für Sänger, Flöte, Cello, Klavier und Percussion
- Confluentes (2013), ein Auftragswerk der Lotto Rheinland-Pfalz GmbH. Für Trashdrummer und Blasorchester[14]
- Apokalypsis (2013). Oratorium für Solisten, Chor und Orchester[15][16]
- Sieben Akkorde des Wahnsinns (2013) für Flöte, Kontrabassklarinette, Posaune, Akkordeon, Klavier, Percussion, Violine, Viola, Cello[17]
- Pierres Précieuses (2014). Zyklus für Mandoline und Gitarre[18]
- Herbsttag (2014). Nach einem Gedicht von Rainer Maria Rilke. Für vierstimmigen Männerchor
- Le trou dans le mur entre Pyrame et Thisbé (2014) für Klavier solo[19]
- Broken Circle (2015) für Flöte, Klarinette, Klavier, Percussion, Violine und Cello[20][21][22]
- Gomorrha (2015) für Oboe und 4 weitere Musiker[23]
- 61 of 64 (2015) für Bariton und Klavier[24]
- Thoughts Before Leaving (2015) für gemischten Chor
- Elementos Enigmáticos En Un Paisaje (2015) für Fagott solo
- Devourer (2015) für Orchester[25]
- ReLudium (2016) für Klavier solo
- Túan mac Cairill (2016) für Ensemble
- Frightened of Gold (2016) für Bariton und Klavier
- Hymn (2016) für Chor, Marimbaphon und Bratsche
- Versandet (2016). Nach Gedichten von Aurelius Thoß. Für Sopran, Flöte, Cello und Klavier
- Inannas Botschaft (2017) für Flöte und Percussion[26]
- Skull With Its Lyric Appendage (2017) für Percussion und 10 weitere Musiker[27]
- Oberons Lamento (2018) für Bariton und Streichquartett[28]
- une chose légère et nocturne (2018) für Solo-Violine und Ensemble[29]
- Ero Cras. Die sieben O-Antiphonen (2018) für Oberstimmenchor. Gemeinschaftskomposition mit Christian Tölle
- Blütenblatt (2019) für Bariton und Klavier[30]
- Celestial Machinery (2019) für Streichquartett, Kontrabass und Percussion
- Romanze (2019) für Streichquartett, Kontrabass und Klavier[31]
- Die Flucht nach Ägypten (2020/21), Musiktheater für sechs Rollen und kleines Orchester[5][6][7]
- Song Casket (2021), Liederzyklus für Bariton und Klavier[4]